# Adalberón de Würzburg
Adalberón de Wurzburgo (1010 - Lambach, Alta Austria, 9 de octubre de 1090) fue el Obispo de Wurzburgo en el año de 1045 y el último conde del linaje de Formbach. Es santo de la iglesia católica. Su festividad es el 6 de octubre.
En 1056 fundó un monasterio benedictino en el antiguo colegio de canónigos de Lambach, donde fue enterrado a su muerte en una de sus capillas.

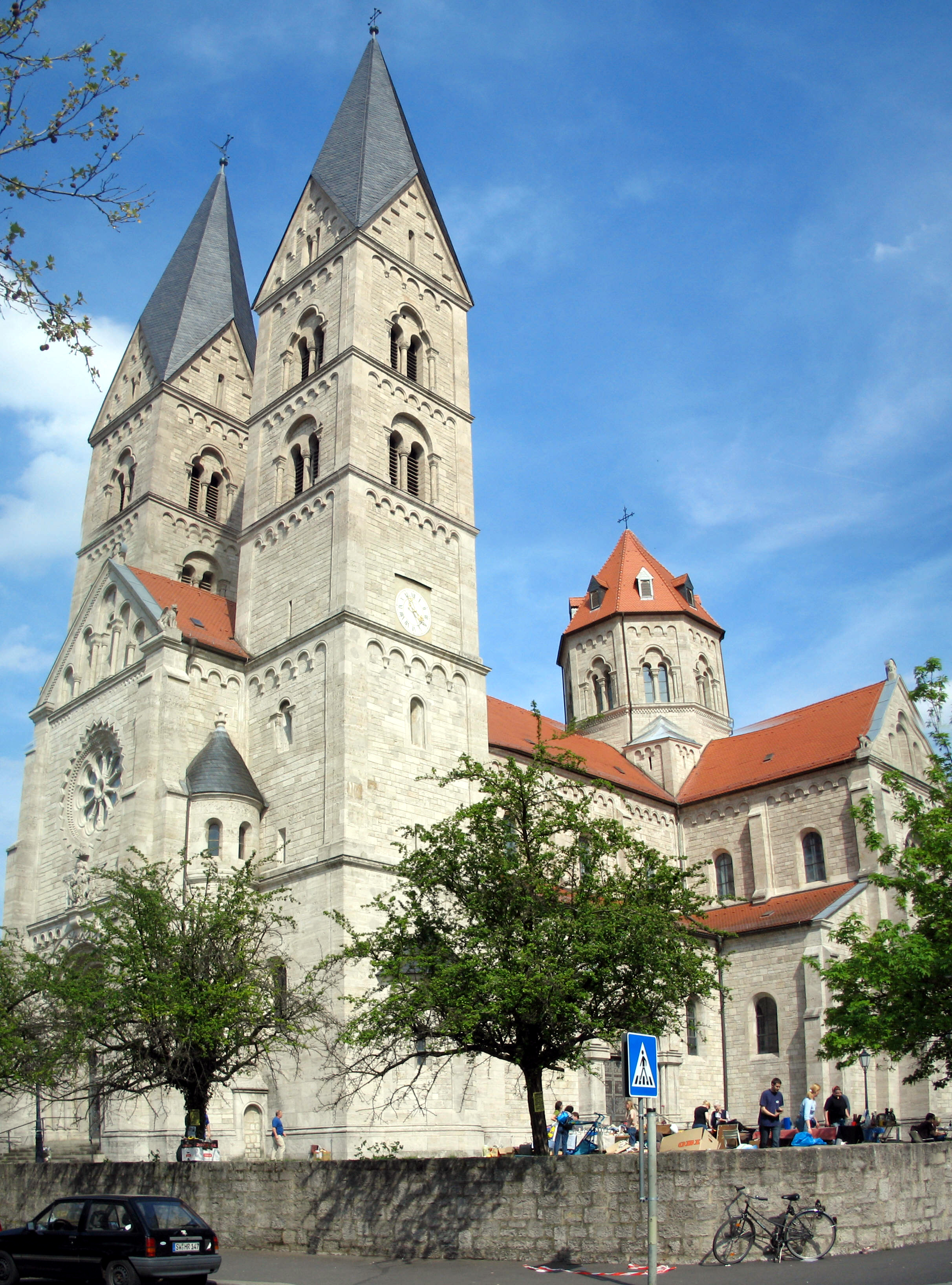
Adalberokirche de Wurzburgo.

Desde 1076 apoyó al papa Gregorio VII en la Querella de las Investiduras contra el emperador Enrique IV de Alemania, quien le destituyó de su cargo en Wurzburgo el año de 1085.
Su hagiografía fue redactada poco tiempo después, en el mismo siglo XI. Su fama de santidad le hizo objeto de veneración a partir de su muerte en Austria, y desde el siglo XVII hay testimonio de su culto en Münsterschwarzach. El papa León X confirmó su canonización en 1883. En la Neumünsterkirche de Wurzburgo se venera una reliquia suya desde 1948. En la misma ciudad se levantó la iglesia neorrománica de San Adalberón (Adalberokirche).